# Władysław Lisiecki
Władysław Lisiecki ps. „Orzelski” (ur. 5 stycznia 1919 w Sumach, zm. 24 października 1952 w Warszawie) – żołnierz ZWZ i NOW.

## Życiorys
Syn Jana i Lidii z Bucholców. Mieszkał w Wesołej koło Warszawy. Przed wojną uczęszczał do I Gimnazjum Miejskiego im. gen. Sowińskiego w Warszawie, z którego został wydalony za udział w nielegalnej organizacji narodowej młodzieży szkolnej.
We wrześniu 1939 wstąpił jako ochotnik do batalionów robotniczych broniących Warszawy. Walczył w obronie Modlina. Od października żołnierz ZWZ, a od lutego 1940 instruktor ideologiczny SN na tajnych kompletach szkolnych, ps. „Orzelski”. Aresztowany w 1940 przez Gestapo, osadzony na Pawiaku i wywieziony 31 stycznia 1941 do Oświęcimia, a następnie do Buchenwaldu. Po uwolnieniu wyjechał do Włoch, tam pracował w redakcji „Orła Polskiego”. Do kraju powrócił w 1946, rozpoczął pracę jako redaktor w „Czytelniku”, a następnie w „Wiadomościach Gospodarczych”, jednocześnie studiując na Wydziale Prawa UW. W lipcu 1951 wznowił działalność konspiracyjną w tzw. Punkcie Informacyjnym, którego zadaniem była łączność z Radą Polityczną SN w Londynie.
Aresztowany 29 listopada 1951 i skazany 28 kwietnia 1952 w procesie razem z A. Mireckim i M. Gągorowskim przez WSR w Warszawie R.Warszawa Sr.291/52 pod przewodnictwem sędziego ppłk M. Widaja na podstawie paragrafu 7 i 6 Dekretu z 13.06.1946 r (za „aktywność polityczną w SN od szkolnych lat”) na karę śmierci. W składzie sędziowskim byli także sędziowie: kpt. Jerzy Drohomirecki oraz por. Jan Paramonow, a prokuratorem był mjr Mieczysław Bogucki. Prezydent Bierut nie skorzystał z prawa łaski. Stracony wraz ze współoskarżonymi A. Mireckim i M. Gągorowskim 24 października 1952 w więzieniu mokotowskim.
Córka Maria, późniejsza dziennikarka Kuriera Polskiego urodzona trzy tygodnie przed egzekucją ojca. Żona Zofia obawiała się wystąpić o rehabilitację męża, którą uzyskano dopiero w 1959. Na cmentarz komunalny jako przypuszczalne miejsce pochówku wskazała nieoficjalnie urzędniczka Ministerstwa Sprawiedliwości, a przypuszczalne miejsce dokładniej określił grabarz Powązek Komunalnych odmierzając krokami pozycje według dat. Ekshumacji nie dokonano. Wokół tego miejsca powstała później tzw. Kwatera na Łączce z pomnikiem symbolicznym innych straconych.